# Campionati europei di ginnastica aerobica 2003
I Campionati europei di ginnastica aerobica 2003 sono stati la 3ª edizione della competizione organizzata dalla Unione Europea di Ginnastica.
Si sono svolti a Debrecen, in Ungheria, dal 24 al 26 ottobre 2003.

## Medagliere
| Pos.   | Nazione    | Oro | Argento | Bronzo | Totale |
| ------ | ---------- | --- | ------- | ------ | ------ |
| 1      | Romania    | 2   | 3       | 0      | 5      |
| 2      | Italia     | 1   | 1       | 1      | 3      |
| 3      | Francia    | 1   | 0       | 2      | 3      |
| 4      | Spagna     | 1   | 0       | 1      | 2      |
| 5      | Russia     | 0   | 1       | 0      | 1      |
| 6      | Portogallo | 0   | 0       | 1      | 1      |
| Totale | Totale     | 5   | 5       | 5      | 15     |

## Podi
| Evento                | Oro            | Argento         | Bronzo       |
| Individuale maschile  | Grégory Alcan  | Remus Nicolai   | Vito Iaia    |
| Individuale femminile | Giovanna Lecis | Izabela Lacatus | Ana Maçanita |
| Coppia mista          | Romania        | Italia          | Spagna       |
| Trio                  | Spagna         | Romania         | Francia      |
| Gruppo                | Romania        | Russia          | Francia      |